# Роджерс, Дуглас
Альфред Харольд Дуглас «Дуг» Роджерс (англ. Alfred Harold Douglas «Doug» Rogers, 26 января 1941, Труро (Новая Шотландия), Канада — 20 июля 2020) — канадский дзюдоист, серебряный призёр Олимпийских игр, бронзовый призёр чемпионата мира, чемпион Панамериканских игр, Панамериканский чемпион, пятикратный чемпион Канада, бронзовый призёр чемпионата США.

## Биография
Родился в 1941 году. В подростковом возрасте играл в хоккей с шайбой на позиции защитника. Начал интересоваться дзюдо старшеклассником, в 15-летнем возрасте пришёл в Монреальский клуб дзюдо. В 1958 году стал чемпионом Восточной Канады. По окончании школы, в 1960 году он поступил учиться в Институт Кодокан, несмотря на то, что уже был принят в Университет Макгилла, самый престижный университет Канады. В Японии он нашёл работу преподавателя английского. В 1964 году завоевал свой первый титул чемпиона Канады.
Выступал на Летних Олимпийских играх 1964 года в Токио. Боролся в категории свыше 80 килограммов. В его категории боролись 15 спортсменов. Соревнования велись по круговой системе в группах и затем по олимпийской системе. Борцы были разделены на пять групп по три человека в каждой. Победитель группы выходил в дальнейший турнир, в котором соревнования велись с выбыванием после поражения.
Роджерс смог дойти до финала, где с минимальным счётом проиграл своему товарищу по команде и спарринг-партнёру Исао Инокуме.
После игр Роджерс стал усиленно тренироваться под руководством Масахико Кимуры. В 1965 году он, первый дзюдоист не-азиат, принял участие во Всеяпонском командном чемпионате по дзюдо, стал чемпионом Японии в команде и был назван лучшим дзюдоистом турнира. В том же году выиграл Панамериканский чемпионат, стал бронзовым призёром чемпионата мира. В 1965 году Роджерс вернулся в Канаду для обучения на специальность пилота самолёта.
В 1967 году он стал чемпионом Панамериканских игр в тяжёлом весе, а в открытой категории остался вторым. После 1967 года долго не выступал на крупных соревнованиях. Вернулся в спорт в 1972 году. Победив на чемпионате Канады, он выступал на Олимпийских играх 1972 года в Мюнхене, где остался пятыми и в тяжёлом весе, и в открытой категории. С 1975 по 1977 год тренировал в Университете Британской Колумбии, но вскоре оставил тренерскую работу и посвятил всю дальнейшую жизнь работе пилота самолёта.
Член Залов Славы спорта Британской Колумбии (1976) и Канады (1977).
Был женат, четверо детей. Жил в Ванкувере.

## Достижения
| Год  | Соревнование              | Категория          | Место |
| ---- | ------------------------- | ------------------ | ----- |
| 1964 | Чемпионат Канады          | свыше 80           |       |
| 1964 | Чемпионат США             | открытая категория |       |
| 1964 | Олимпийские игры          | свыше 80           |       |
| 1965 | Чемпионат Канады          | свыше 80           |       |
| 1965 | Панамериканский чемпионат | открытая категория |       |
| 1965 | Чемпионат мира            | свыше 80           |       |
| 1966 | Чемпионат Канады          | свыше 93           |       |
| 1967 | Чемпионат Канады          | свыше 93           |       |
| 1967 | Панамериканские игры      | свыше 93           |       |
| 1967 | Панамериканские игры      | открытая категория |       |
| 1972 | Чемпионат Канады          | свыше 93           |       |
| 1972 | Олимпийские игры          | свыше 93           | 5     |
| 1972 | Олимпийские игры          | открытая категория | 5     |